# Sotsoficial
Un sotsoficial és una categoria de membres de les forces armades d'un estat situats en rang per sota de l'oficialitat i per damunt de la tropa (o marineria). Els sotsoficials es diferencien entre si pel grau, és a dir, pel rang que ocupen dins l'escalafó jeràrquic; els graus més típics de sotsoficial són (per ordre de rang) el de brigada i els diversos de sergent (sergent major, sergent...). El català sotsoficial equival a l'espanyol suboficial; al francès sous-officier; a l'italià sottufficiale; al portuguès suboficial; a l'anglès non-commissioned officer o NCO; a l'alemany Unteroffizier; al rus унтер-офицер (únter-ofitsier); etc., etc. Aquest mot constitueix un bon exemple de l'ús del prefix sots- per tal d'especificar inferioritat jeràrquica; la forma «suboficial», que se sent a voltes, és un barbarisme. Els sotsoficials (juntament amb els caporals, ja al si de la tropa) constitueixen l'"espina dorsal" de les forces armades: comanden directament la tropa; l'entrenen, enquadren i cohesionen; i són els responsables directes de l'execució de les ordres superiors. Anàlogament hi ha sotsoficials als cossos policials.